# Reek of Putrefaction
Reek of Putrefaction – pierwszy album studyjny brytyjskiej grupy muzycznej Carcass. Wydawnictwo ukazało się w 1988 roku nakładem wytwórni muzycznej Earache Records.

## Lista utworów
Opracowano na podstawie materiału źródłowego.
Muzyka i słowa: Carcass.
1. "Genital Grinder" - 01:32
2. "Regurgitation of Giblets" - 01:24
3. "Maggot Colony" - 01:37
4. "Pyosisified (Rotten to the Gore)" - 02:55
5. "Carbonized Eye Sockets" - 01:11
6. "Frenzied Detruncation" - 00:59
7. "Vomited Anal Tract" - 01:45
8. "Festerday" - 00:22
9. "Fermenting Innards" - 02:35
10. "Excreted Alive" - 01:21
11. "Suppuration" - 02:19
12. "Foeticide" - 02:46
13. "Microwaved Uterogestation" - 01:24
14. "Feast On Dismembered Carnage" - 01:27
15. "Splattered Cavities" - 01:54
16. "Psychopathologist" - 01:18
17. "Burnt to a Crisp" - 02:43
18. "Pungent Excruciation" - 02:31
19. "Manifestation of Verrucose Urethra" - 01:02
20. "Oxidised Razor Masticator" - 03:13
21. "Mucopurulence Excretor" - 01:09
22. "Malignant Defecation" - 02:14

## Twórcy
Opracowano na podstawie materiału źródłowego.
| - Jeff Walker - gitara basowa, śpiew - Bill Steer - gitara, śpiew - Ken Owen - perkusja, śpiew | - Mike Ivory - inżynieria dźwięku - Paul Talbot - miksowanie - Dig Pearson - producent wykonawczy |

## Wydania
| Rok  | Nr katalogowy               | Format                      | Wytwórnia       | Region                            | Źródło |
| ---- | --------------------------- | --------------------------- | --------------- | --------------------------------- | ------ |
| 1988 | MOSH 6, MUSH 006            | LP, Album                   | Earache Records | Wielka Brytania                   | [ 4 ]  |
| 1989 | MOSH 6 MC                   | Cass                        | Earache Records | Wielka Brytania                   | [ 4 ]  |
| 1994 | MOSH 6 CD, Mosh 006         | CD, Album                   | Earache Records | Wielka Brytania Stany Zjednoczone | [ 4 ]  |
| 1994 | MOSH 6 CS                   | Cass, Album, RE             | Earache Records | Wielka Brytania                   | [ 4 ]  |
| 2003 | MOSH 6 CD                   | CD, Album, RE               | Earache Records | Wielka Brytania                   | [ 4 ]  |
| 2008 | MOSH 6001                   | CD, Album + DVD, NTSC +, RE | Earache Records | Stany Zjednoczone                 | [ 4 ]  |
| 2008 | Hybrid, DualDisc, Album, RE | MOSH006CDD                  | Earache Records | Wielka Brytania                   | [ 4 ]  |